# 秋収蜂起

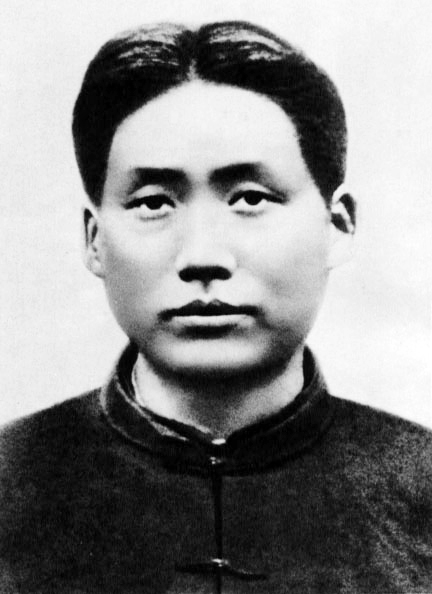
1927年頃の毛沢東

秋収蜂起（しゅうしゅうほうき）または、秋収起義、秋収暴動は、1927年9月、中国共産党の毛沢東などが、湖南省や江西省の辺境地域で指導した武装蜂起である。蜂起した武装集団の出自は、後述のように農民を主体に労働者や国民党側の軍からの反乱兵も含まれていた。
日本語版では共産党、国民党のどちらの立場にも立たず、政治的な名称を控え中立的な秋収蜂起を用いる。

## 背景
上海クーデター、馬日事件を受けて1927年8月1日に、中国共産党は南昌蜂起を実行した。8月7日に、共産党中央は漢口で「八七会議」を開催した。これまで中央委員会総書記を務めていた陳独秀を追放し、新たに瞿秋白を中央委員会総書記代理とし最高指導者とした。そのほか中国国民党に対し本格的に武装対抗路線を取ることなどを決議した。この方針の決定の後、実行された一連の武装蜂起のうちの一つが秋収蜂起である。「秋収」とは地理上の名前ではなく、秋の収穫期に蜂起の実行を計画したために命名された。

## 計画
中国共産党中央は農会（農民の組合）の組織率が高いとされる湖南省、湖北省に大きな期待を寄せ、この2省で武装蜂起を行うことを八七会議で決定したとされる。毛沢東は八七会議の後に湖南の武装蜂起全体を指導するために中国共産党中央から湖南省に派遣された。8月18日、長沙郊外で開かれた中国共産党湖南省委員会は、武装蜂起を現地で直接指導する前敵委員会書記として毛沢東を任命した。
党中央が建てた蜂起全体の計画は、湖南省(一部、広西省、江西省）を3つのエリアに分け、 柳州・宜章・衝陽などを南部方面、安源・萍郷・平江・瀏陽・醴陵などを東部方面、常徳、南県などを北部方面とした。各方面の中心的な県を次々に押え、最終的に省都長沙に進軍し湖南省政府を転覆させることが目的であった。秋収蜂起は東部方面にあたる。
実行部隊の編成を決めたのは毛沢東であり、4個連隊から成る1個師団を編成した。第1連隊は修水に駐在する旧・武漢国民政府の警衛団（団長の盧徳銘は中国共産党員である）から成った。第2連隊は安源の鉄道や鉱山の労働者並びに平江及び瀏陽の農民義勇軍の一部から成った。第三連隊は残りの平江及び瀏陽の農民義勇軍並びに通城及び崇陽の農民自衛軍から成った。第四連隊は武漢政府に対して反乱を起こした夏斗寅軍の一部から成った。
毛沢東の建てた実行計画は、まず4個連隊を3つに分けることとした。右翼として第1連隊と第4連隊をあて、東北の江西省修水から長沙を目指し進軍させることとした。左翼として第2連隊をあて、安源から進軍させ平江、醴陵を占領し、瀏陽付近で待機させることとした。中央部隊として第3連隊をあて長沙の東北にある東門を攻略し、瀏陽の手前で待機させた第2連隊とともに瀏陽を占領させることとした。最終的に全4個連隊は長沙付近に集結を行い長沙を総攻撃する計画であった。

## 実行
9月9日に攻撃の為の進軍を開始した。修水を出発した右翼の第1、第4連隊は、9月10日平江の手前で第4連隊が国民党側に寝返った。この時点で計画が国民党側に露見することとなる。寝返った第4連隊から第1連隊は襲撃され、第1連隊第2大隊は全滅する。中央部隊の第3連隊は東門の占領は成功したが、13日に国民党側の新編第8軍の攻撃をうけ鎮圧された。左翼の第2連隊は萍郷の占領に失敗し、12日に醴陵、15日に連隊単独で瀏陽の占領に成功した。しかし17日に国民党側から大攻撃を受けほぼ全滅した。この時点で残された兵は第1連隊の3分の2、第2連隊、第3連隊の敗残兵だけであり、毛沢東は自らの部隊の長沙攻撃を諦め、全員撤退した。撤退中も伏撃を受け、最終的に29日に江西省永新県三湾にたどり着いた時は1000名弱だけしか残っておらず、秋収蜂起は惨敗に終わった。

## その後
三湾で残兵を再編成（三湾改編）し、全体を1個連隊に縮小させた。これでも連隊は定数を満たすことができず、7個中隊分（1個連隊=3個大隊×3個中隊=9個中隊）でしかなかった。11月に党中央臨時政治局拡大会議が開かれ秋収蜂起だけでなく一連の武装蜂起について総括が行われた。会議で毛沢東は秋収蜂起失敗の責任を負わされ、省党委員と中央臨時政治局候補委員の資格が剥奪された。失脚した毛沢東は、兵と共に井崗山に落ち延びた。

## 戦闘序列
出典
- 前敵委員会（書記：毛沢東）
- 中国工農革命軍第1軍第1師団（総指揮：盧徳銘）
  - 第1連隊（連隊長：盧徳銘）
  - 第2連隊（連隊長：王興亜、党代表：張明山）
  - 第3連隊（連隊長：不明）
  - 第4連隊（連隊長：丘国軒）

合計約5,000名

## 毛沢東の詩

当時の中国共産党の党旗、鎌の持ち手がソ連国旗より短い

毛沢東の当時の詩が残っている。
西江月　秋収起義
軍叫工農革命、
旗号鎌刀斧頭。
匡廬一帯不停留、
要向瀟湘直進。
地主重重圧迫、
農民個個同仇。
秋収時節暮雲愁、
霹靂一声暴動。
（意訳）
西江月　秋収起義
軍が労働者と農民の革命を、
鎌と槌の旗を叫んでいる。
匡廬（江西省）一帯に留まるのをやめ、
瀟湘（湖南省）へ向かい直進しよう。
地主は重ね重ね圧迫し、
農民皆の敵である。
秋の収穫の時節の夕方の雲の愁いが、
霹靂一声暴動になる。